# هنري وير
هنري وير (بالإنجليزية: Henry Ware)‏ هو داعية أمريكي، ولد في 1 أبريل 1764، وتوفي في 12 يوليو 1845 في كامبريدج في الولايات المتحدة.